# Островенок
Островенок — деревня в Окуловском районе Новгородской области России.
Расположена на берегу озера Островенское в 31 км к северо-западу от Окуловки и в 100 км к востоку от Великого Новгорода. Окружена лесами.
В 7 км к западу от деревни находится ж.-д. станция Торбино (линия Санкт-Петербург — Москва).
В деревне 7 домов.